# Tecoma
Tecoma is een geslacht van struiken en kleine bomen uit de trompetboomfamilie (Bignoniaceae). Het geslacht telt veertien soorten waarvan er twaalf voorkomen op het Amerikaanse continent, van de Zuidelijke Verenigde Staten tot in Noord-Argentinië. Twee soorten komen voor in Afrika.

## Enkele soorten
- Tecoma beckii J.R.I.Wood
- Tecoma capensis (Thunb.) Lindl.
- Tecoma castanifolia (D.Don) Melch.
- Tecoma cochabambensis (Herzog) Sandwith
- Tecoma fulva (Cavanilles) D.Don
- Tecoma nyassae Oliv.
- Tecoma rosifolia Humboldt, Bonpland & Kunth
- Tecoma stans (L.) Juss. ex Kunth
- Tecoma tenuiflora (DC.) Fabris
- Tecoma weberbaueriana (Kränzlin) Melchior

... · 
Campsis (Trompetklimmer) · 
Catalpa (Trompetboom) · 
Crescentia · 
Kigelia · 
Martinella · 
Spathodea · 
Stereospermum · 
...